# ميثوكزامين
ميثوكزامين هو ناهض لمستقبلات α1 الأدرينالية، يشبه في تركيبه إلى حد ما البوتاكزمين و 2,5-DMA. لم يعد تسويقها.